# Лункшоара (Біхор)
Лункшоара (рум. Luncșoara) — село у повіті Біхор в Румунії. Входить до складу комуни Аушеу.
Село розташоване на відстані 399 км на північний захід від Бухареста, 47 км на схід від Ораді, 85 км на захід від Клуж-Напоки.

## Населення
За даними перепису населення 2002 року у селі проживали 1045 осіб.
Національний склад населення села:
| Національність | Кількість осіб | Відсоток |
| -------------- | -------------- | -------- |
| румуни         | 802            | 76,7%    |
| цигани         | 165            | 15,8%    |
| словаки        | 74             | 7,1%     |

Рідною мовою назвали:
| Мова      | Кількість осіб | Відсоток |
| --------- | -------------- | -------- |
| румунська | 958            | 91,7%    |
| словацька | 74             | 7,1%     |
| циганська | 9              | 0,9%     |